# Nižněnovgorodská jaderná elektrárna
Nižněnovgorodská jaderná elektrárna (rusky Нижегородская АЭС) je plánovaná jaderná elektrárna v Rusku. Nacházet by se měla poblíž města Nižnij Novgorod a vesnice Monakovo v Nižněnovgorodské oblasti. Elektrárna bude disponovat dvěma a později až čtyřmi tlakovodními reaktory VVER. Od roku 2017 se počítá s uvedením do provozu po roce 2035.

## Historie a technické informace

### Počátky
O výstavbě jaderné elektrárny v Nižněnovgorodské oblasti se poprvé hovořilo kolem roku 2000. Region byl ale vždy známý spíše konzervativním chováním obyvatelstva, a proto byla stavba takové elektrárny silně kritizována a nakonec kvůli protestům ztroskotala ještě před zahájením plánování. Teprve v roce 2007 byly zahájeny práce na výstavbě celé řady nových jaderných elektráren v Rusku, které měly být uváděny do provozu okolo roku 2020, přičemž vhodné nové umístění jaderné elektrárny se našlo i pro Nižněnovgorodskou oblast. Odpovídající dohoda o spolupráci byla podepsána mezi Rosatomem a Nižněnovgorodsku oblastí v dubnu 2007. Guvernér oblasti Valerij Šancev také podpořil výstavbu, ale uložil určitá omezení na umístění elektrárny. Kvůli špatné zásobovací situaci na severu oblasti měla být elektrárna postavena buď v okrese města Uren, nebo v okrese města Vyksa, obdobně jako plynová elektrárna, která měla být v této oblasti také postavena. Sergej Kirijenko, ředitel Rosatomu, souhlasil a zdůraznil, že by měly být postaveny až čtyři reaktory, ale nejdřív se postaví pouze dva bloky. Aby byly reaktory zprovozněny včas podle plánu, představenstvo se domnívalo, že přípravné práce by měly začít nejpozději v roce 2009, aby stavba reaktorů mohla začít v roce 2011. Celkové náklady na elektrárnu se pohybovaly kolem deseti miliard amerických dolarů.
Ačkoli Uren a Vyksa byly schváleny jako umístění elektrárny guvernérem oblasti, Vyksa nebyla později zahrnuta do plánů. Třetí místo je k dispozici v okrese Navašino poblíž vesnice Monakovo. Podle Rosatomu by zde elektrárna mohla být postavena zhruba o 15 % levněji. Ještě jedna vhodná lokalita pro elektrárnu byla nalezena poblíž města Šemanicha v Krasnobakovském okrese, která splňovala veškeré požadavky, ale měla horší charakteristiky, proto šlo pouze pro alternativní možnost.
Dne 27. srpna 2009 proběhlo první veřejné slyšení pro elektrárnu ve městě Navašino v rámci předběžné zprávy o dopadu na životní prostředí za přítomnosti politiků z Nižního Novgorodu, starostů okolních měst a politiků z Vladimirské oblasti. Dne 31. ledna 2011 byla nakonec schválena stavební licence pro lokalitu poblíž vesnice Monakovo v okrese Navašino pro výstavbu dvou bloků. Licence byla platná po dobu pěti let. Dalším krokem mělo být podání žádosti o příslušné stavební povolení. Organizace Oka Environmental Movement zpočátku vnímala elektrárnu kriticky a obhajovala výstavbu nových plynových elektráren. Organizace však změnila svůj postoj nadále podporuje jadernou elektrárnu, protože k ní neexistuje reálná alternativa.
Dne 30. listopadu 2012 Rosatom oznámil, že odloží výstavbu jaderné elektrárny, aby se urychlila výstavba jaderných elektráren Kursk II a Smolensk II.

### Výstavba
Původně se očekávalo, že výstavba bude zahájena již v roce 2011, ale nakonec byla posunuta kvůli výstavbě nových jaderných elektráren, které nahradí dosluhující reaktory RBMK. Elektrárna bude dosponovat dvěma a později čtyřmi tlakovodními čtyřsmyčkovými reaktory VVER-1300/510. Celková hrubý výkon elektrárny by měl být 2510 MW, později 5020 MW.

### Uvedení do provozu
Nejnovější plánování stanovuje uvedení elektrárny do provozu po roce 2035.

## Informace o reaktorech
| Reaktor           | Typ reaktoru  | Výkon   | Výkon   | Začátek výstavby                         | Připojení k síti                         | Uvedení do provozu                       | Uzavření |
| Reaktor           | Typ reaktoru  | Čistý   | Hrubý   | Začátek výstavby                         | Připojení k síti                         | Uvedení do provozu                       | Uzavření |
| ----------------- | ------------- | ------- | ------- | ---------------------------------------- | ---------------------------------------- | ---------------------------------------- | -------- |
| Nižnij Novgorod-1 | VVER-1300/510 | 1115 MW | 1255 MW |                                          |                                          | po roce 2035                             |          |
| Nižnij Novgorod-2 | VVER-1300/510 | 1115 MW | 1255 MW |                                          |                                          | po roce 2035                             |          |
| Nižnij Novgorod-3 | VVER-1300/510 | 1115 MW | 1255 MW | Plánovaná výstavba zrušena 1. ledna 2013 | Plánovaná výstavba zrušena 1. ledna 2013 | Plánovaná výstavba zrušena 1. ledna 2013 |          |
| Nižnij Novgorod-4 | VVER-1300/510 | 1115 MW | 1255 MW | Plánovaná výstavba zrušena 1. ledna 2013 | Plánovaná výstavba zrušena 1. ledna 2013 | Plánovaná výstavba zrušena 1. ledna 2013 |          |